# Jim Wells County
Das Jim Wells County ist ein County im Bundesstaat Texas der Vereinigten Staaten. Das U.S. Census Bureau hat bei der Volkszählung 2020 eine Einwohnerzahl von 38.891 ermittelt. Der Sitz der County-Verwaltung (County Seat) befindet sich in Alice.

## Geographie
Das County liegt im Südosten von Texas und ist im Osten etwa 60 km vom Golf von Mexiko und im Südwesten etwa 90 km von Mexiko entfernt. Es hat eine Fläche von 2249 Quadratkilometern, wovon 10 Quadratkilometer Wasserfläche sind. Es grenzt im Uhrzeigersinn an folgende Countys: Live Oak County, San Patricio County, Nueces County, Kleberg County, Brooks County und Duval County.

## Geschichte
Jim Wells County wurde am 25. März 1911 aus Teilen des Nueces County gebildet und die Verwaltungsorganisation im folgenden Jahr abgeschlossen. Benannt wurde es nach James Babbage Wells Jr. (1850–1923), einem Anwalt in Brownsville, der spanische und mexikanische Landtitel in Südtexas verteidigte.
Eine Stätte im County ist im National Register of Historic Places („Nationales Verzeichnis historischer Orte“; NRHP) eingetragen (Stand 25. November 2021), die Hinojosa Site.

## Demografische Daten
Nach der Volkszählung im Jahr 2000 lebten im Jim Wells County 39.326 Menschen in 12.961 Haushalten und 10.096 Familien. Die Bevölkerungsdichte betrug 18 Einwohner pro Quadratkilometer. Ethnisch betrachtet setzte sich die Bevölkerung zusammen aus 77,90 Prozent Weißen, 0,60 Prozent Afroamerikanern, 0,62 Prozent amerikanischen Ureinwohnern, 0,43 Prozent Asiaten, 0,09 Prozent Bewohnern aus dem pazifischen Inselraum und 17,93 Prozent aus anderen ethnischen Gruppen; 2,43 Prozent stammten von zwei oder mehr Ethnien ab. 75,71 Prozent der Einwohner waren spanischer oder lateinamerikanischer Abstammung.
Von den 12.961 Haushalten hatten 40,2 Prozent Kinder oder Jugendliche, die mit ihnen zusammen lebten. 58,0 Prozent waren verheiratete, zusammenlebende Paare, 15,2 Prozent waren allein erziehende Mütter und 22,1 Prozent waren keine Familien. 19,7 Prozent waren Singlehaushalte und in 9,5 Prozent lebten Menschen im Alter von 65 Jahren oder darüber. Die durchschnittliche Haushaltsgröße betrug 2,99 und die durchschnittliche Familiengröße betrug 3,45 Personen.
31,4 Prozent der Bevölkerung war unter 18 Jahre alt, 9,0 Prozent zwischen 18 und 24, 26,5 Prozent zwischen 25 und 44, 20,6 Prozent zwischen 45 und 64 und 12,4 Prozent waren 65 Jahre alt oder älter. Das Medianalter betrug 33 Jahre. Auf 100 weibliche Personen kamen 95,2 männliche Personen und auf 100 Frauen im Alter von 18 Jahren oder darüber kamen 91,4 Männer.
Das jährliche Durchschnittseinkommen eines Haushalts betrug 28.843 USD, das Durchschnittseinkommen einer Familie betrug 32.616 USD. Männer hatten ein Durchschnittseinkommen von 30.266 USD, Frauen 17.190 USD. Das Pro-Kopf-Einkommen betrug 12.252 USD. 20,1 Prozent der Familien und 24,1 Prozent der Einwohner lebten unterhalb der Armutsgrenze.

## Orte
- Alfred
- Alice
- Alice Acres
- Alice Acres Colonia
- Amargosa Colonia
- Ben Bolt
- Bentonville
- Casa Blanca
- Coyote Acres
- Ella
- K-Bar Ranch
- La Gloria
- Orange Grove
- Owl Ranch
- Palito Blanco
- Premont
- Rancho Alegre
- San Diego
- Sandia
- Seeligson
- Torian
- Westdale